# Richland (Nebraska)
Richland é uma vila localizada no estado americano de Nebraska, no Condado de Colfax.

## Demografia
Segundo o censo americano de 2000, a sua população era de 89 habitantes.
Em 2006, foi estimada uma população de 86, um decréscimo de 3 (-3.4%).

## Geografia
De acordo com o United States Census Bureau, a localidade tem uma área de 0,6 km², sem área coberta por água.

## Localidades na vizinhança
O diagrama seguinte representa as localidades num raio de 24 km ao redor de Richland.